# Instituto de Manuscritos de Azerbaiyán
El Instituto de Manuscritos de Azerbaiyán con el nombre de Muhammad Fuzuli (en idioma azerí: Əlyazmalar İnstitutu) es un centro científico de la Academia Nacional de Ciencias de Azerbaiyán, que se dedica a la investigación científica, al archivo y las actividades de biblioteconomía, la recopilación, la sistematización, la seguridad, el estudio, la traducción y la publicación de manuscritos medievales. El Instituto se encuentra en un edificio histórico de la antigua «Emperatriz Alexandra, internado musulmán ruso para niñas», establecida por el industrial y filántropo Zeynalabdin Taghiyev, en la calle Istiglal n.º 8.

## Historia
Los requisitos previos para la fundación del Instituto aparecieron incluso en 1924, cuando se celebró en Bakú el Congreso Regional All-Azerbaijani, en el que se promulgó para organizar una biblioteca científica con un departamento especial dedicado a los manuscritos antiguos y a los libros raros. Inicialmente, la biblioteca formaba parte de la Unión de Investigación de Azerbaiyán, pero más tarde fue incluida en la Institución de Literatura que lleva el nombre de Nezamí Ganyaví. En 1950, la Fundación Republicana de Manuscritos fue establecida bajo la Academia Nacional de Ciencias de Azerbaiyán. En 1986 se creó el Instituto de Manuscritos de la Academia Nacional de Ciencias de Azerbaiyán sobre la base de esta fundación. En 1996, el Instituto recibió el nombre de Muhammad Fuzuli.
El Instituto tiene una colección de manuscritos ricos y raros que abarca todos los campos de las ciencias medievales: medicina y astronomía, matemáticas y mineralogía, poética y filosofía, teología y derecho, gramática, historia y geografía, prosa y poesía en azerbaiyano, turco, árabe, persa y otros idiomas.
En el Instituto de Manuscritos se han recogido más de 40.000 obras, de los cuales unos 12.000 son manuscritos arábigos que fueron escritos o reescritos en los siglos IX-XX. Además, el Instituto ha conservado documentos personales de figuras prominentes de la ciencia y la literatura de Azerbaiyán, que vivieron en los siglos XIX-XX, documentos históricos, libros impresos antiguos, periódicos y revistas de períodos anteriores, microfilmes y fotografías. El manuscrito más antiguo del Instituto de Manuscritos es la Surah An-Nisa escrita en pergamino en el siglo IX.
Las copias de obras como El canon de medicina de Abu Ali Ibn Sina, —la versión del manuscrito del Instituto fue copiada en 1143, poco más de 100 años después de que se escribió el texto—  Sobre cirugía y herramientas quirúrgicas y Tratado XIII de Abu ul-Qasim al-Zahrawi, Las provisiones de Nizamshahi de Rostam Gorgani, Gulshani-raz de Sheikh Mahmoud Shabustari, Divan de İmadaddin Nasimi, Bostan de Sa'di copiado en los siglos XII-XV son los manuscritos más antiguos conservados en el Instituto. 
Durante los años 2005–2017 años, cuatro de los manuscritos de Azerbaiyán han sido incluidos en el Registro Memoria del Mundo de la UNESCO.
Incluidos en 2005
- Rostam Gorgani. Las provisiones de Nizamshahi (Zakhirai-Nizamshahi)
- Abu ul-Qasim al-Zahrawi Tratado XIII (Al-Makala as-Salasun)
- Abu Ali Ibn Sina. El canon de medicina (Al-Qanun Fi at-Tibb)

Incluido en el 2017
- 4. Muhammad Fuzuli. El diván en idioma nativo (turco).

Desde enero de 2015, el Instituto de Manuscritos que lleva el nombre de Muhammad Fuzuli de la Academia Nacional de Ciencias de Azerbaiyán es miembro de la Asociación de Manuscritos Islámicos Internacionales que se estableció en la Universidad de Cambridge.